# Науяместіс

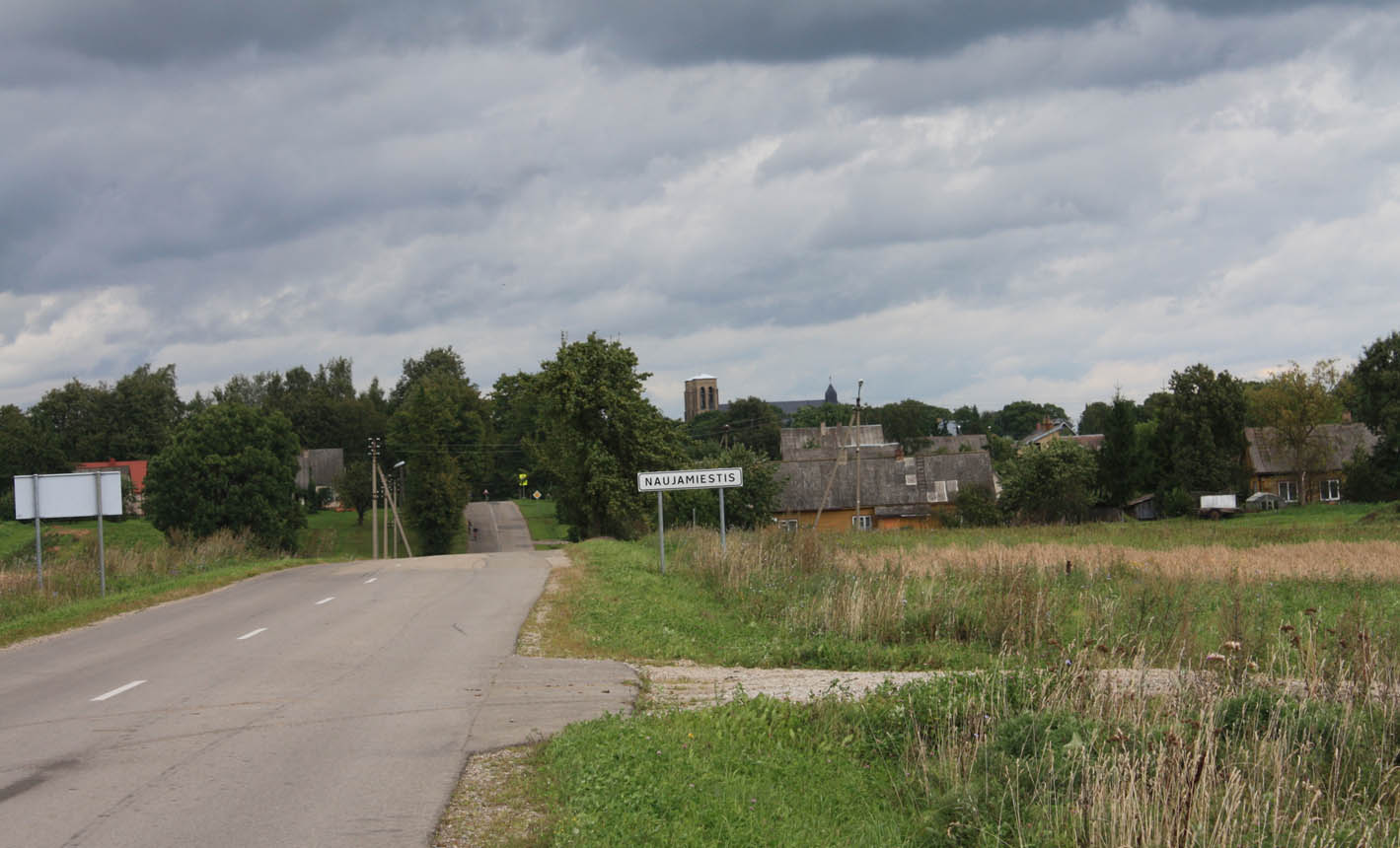
В'їзд до Науяместіса з півдня.

Науяместіс (з лит. Нове Місто) — місто на заході Паневежиського району, на південний захід від Паневежиса, на правому березі Невежиса біля соснового лісу. Старійшина та староство.
У місті є мурована церква св. Матвія Євангеліста (побудована 1908 року), Науяместіська середня школа (з музеєм), музична школа, бібліотека (з 1948 року), дитячий садок, пошта (LT-38049), дубовий гай, культурний центр (художня галерея), лікарня та амбулаторія, аптека, лісовий район Науяместіса у Рагані, сільськогосподарська компанія. На старому цвинтарі Науяместіса стоїть пам'ятник К. Улянскаса жертвам революції 1905—1907 років «Ангел».
У сусідньому з Науяместісом селі є караїмське кладовище.

## Історія

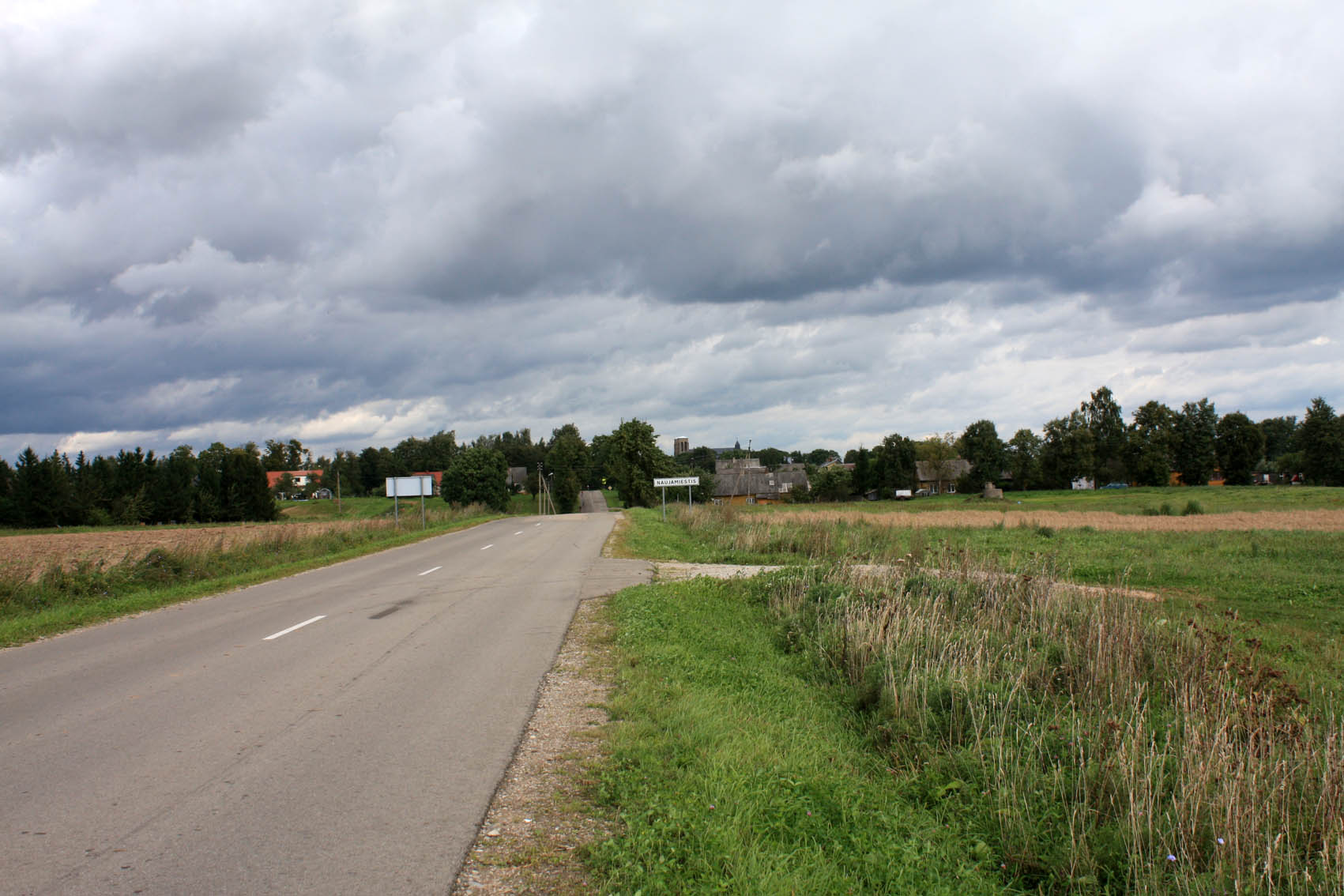
В'їзд до Науяместіса з боку Саргенаї.

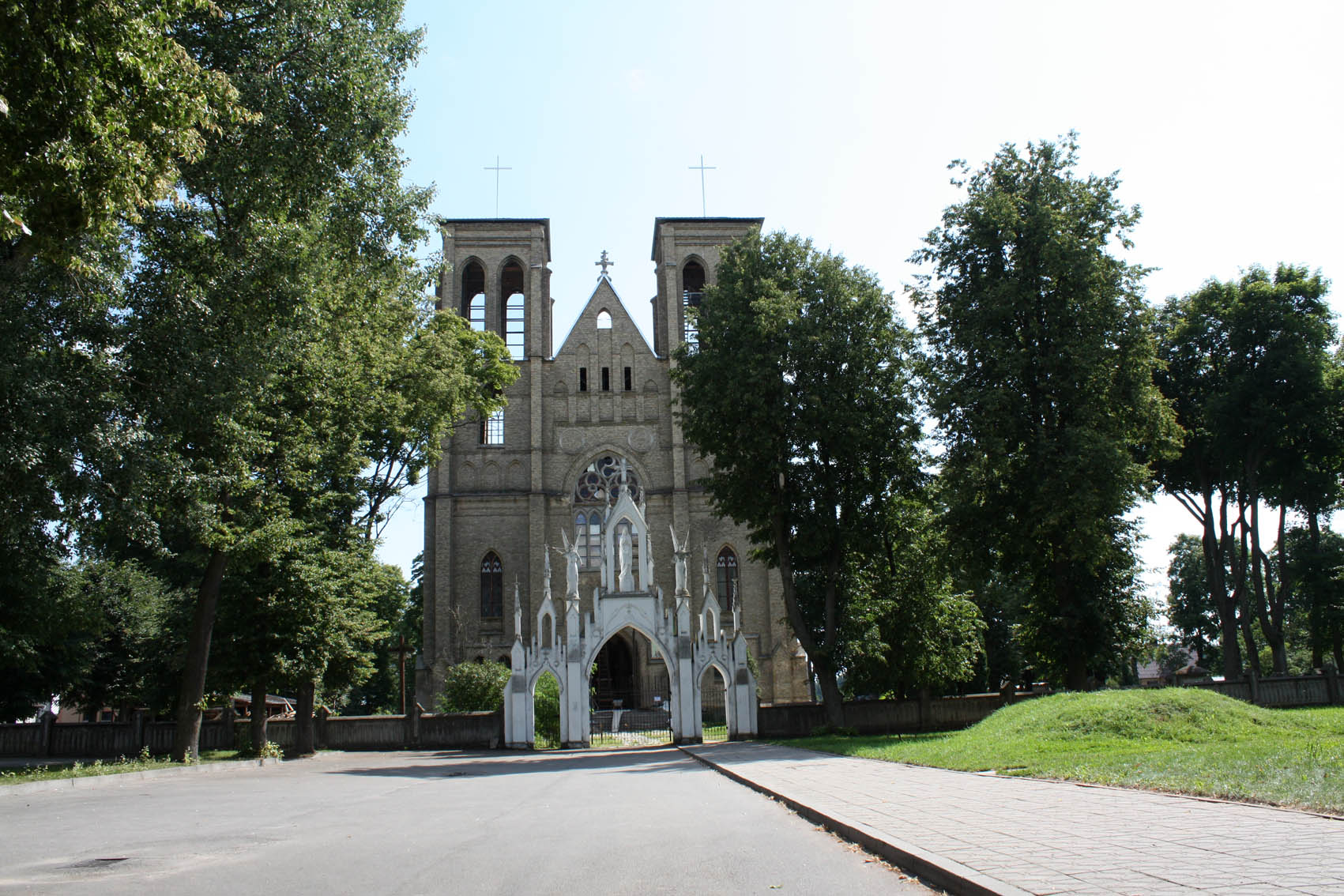
Церква у Науяместісі

Науяместіс відомий з другої половини 16 століття. Ймовірно, що за часів Вітовта караїми тут виконували обов'язки охоронного взводу, який обслуговував замок Упите. У 16 столітті Науяместісом керував Валавічяй. Наприкінці 16 століття, 1584 року, поряд з Євангельською реформатською церквою була створена парафіяльна школа. Канцлер Великого князівства Литовського Е. Валавічюс оголосив про обов'язкове навчання дітей згідно з регламентом садиби Науяместіс. Восени, після завершення польових робіт, селяни мали відправити своїх синів 8-15 років до школи. Перешкоджання навчанню батьками каралося штрафом. Це була одна з перших шкіл Литви.
Пізніше Науяместісом правили Радзивіли, Огінські, Коропи. 1667 року Науяместіс належав герцогу Янушу Радзивіллу з Віленського воєводства (з 357 селянськими душами). 18 століття школа згадується знову (невідомо, чи функціонувала вона безперервно з кінця 16 століття).
15 травня 1958 року Науяместіс отримав статус селища міського типу. За радянських часів тут працювали економічно сильний колгосп імені М. Мельникайте, механічна ремонтна компанія та молочний завод. Створено шкільний громадський музей.
12 листопада 1991 року школу оголошено кампусом. З 2006 року у містечку відбуваються культурні пленери. 2007 року сталася пожежа, що сильно пошкодила церкву. 2008 року було затверджено герб Науяместіса.

### Походження назви
Той факт, що назва населеного пункту походить від двох слів — новий та міський, не викликає сумнівів. Однак, залишається питання, чому так названо село. Якщо підкреслити новизну поселення, невідомо, якому поселенню його протиставлено — Паневежис, що знаходиться на відстані 15 км, навряд чи міг тоді називатися Старим містом. Кажуть, що Вітовт Великий поселив тут караїмів і назвав це поселення Karaimų Naujamiestis, але це не підтверджується письмовими джерелами.
1904 року Вайжгантас використовує назву Naujamiestys.

## Населення

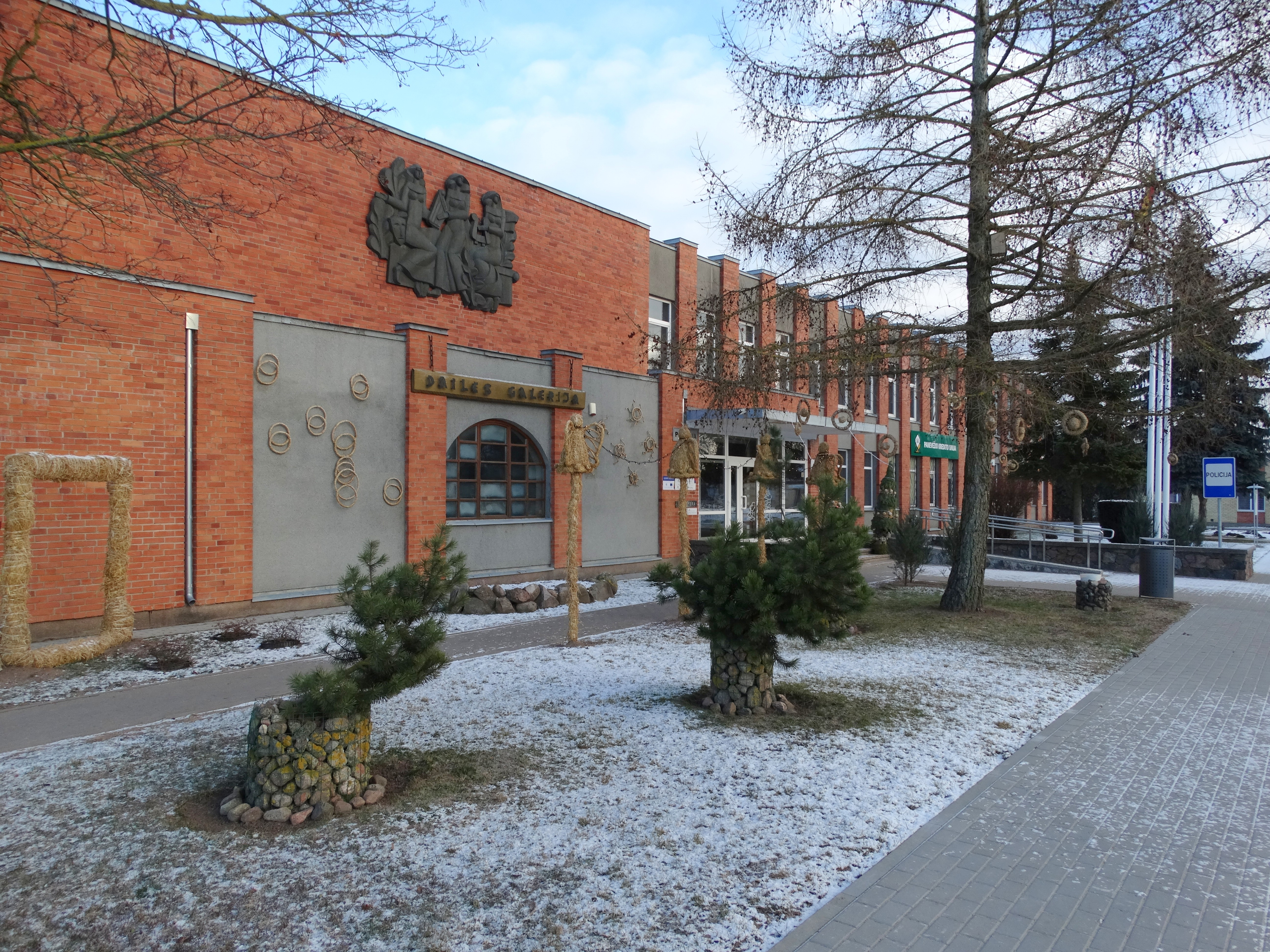
Художня галерея

| 1959 | 1970 | 1979 | 1989 | 2001 | 2011 |
| ---- | ---- | ---- | ---- | ---- | ---- |
| 754  | 763  | 836  | 859  | 832  | 725  |

### Відомі люди
- Поет Рамуте Скучайте (1931–) жив у Науяместісі.
- На кладовищі похований натураліст Альфонсас Паліоніс (1905—1957).
- Історик мистецтва та музеєзнавець Освальдас Даугеліс (1955—2020) народився в Науяместісі.